# Chiesa evangelica slovacca
La Chiesa evangelica slovacca, ufficialmente Chiesa evangelica di confessione augustana in Slovacchia (in slovacco Evanjelická cirkev augsburského vyznania na Slovensku) è una chiesa protestante luterana. Dopo il cattolicesimo è la seconda chiesa cristiana per numero di fedeli in Slovacchia. Secondo il censimento del 2011 appartenevano alla Chiesa evangelica slovacca 316 250 fedeli, pari al 5,9% della popolazione slovacca.. Nel 2004 la chiesa aveva 326 congregazioni, 357 pastori e 651 fra chiese e oratori.

## Storia
La riforma protestante in Slovacchia ha avuto origine in relazione alla predicazione di Jan Hus e alla repressione di Ján Jiskra. Dopo che gli hussiti furono debellati, nella prima metà del XVI secolo un certo numero di parrocchie iniziò a dare ascolto all'insegnamento di Martin Lutero e al suo "ritorno alla Bibbia". Queste congregazioni uscirono allo scoperto appena un paio di anni dopo la pubblicazione della dichiarazione di Lutero contro le indulgenze del 1517. Lo sviluppo fu agevolato dal fatto che le idee della riforma fosse veicolato dagli studenti di teologia nelle facoltà tedesche che tornavano in Slovacchia imbevuti delle nuove idee. Nella seconda metà del XVI secolo, circa 2/3 della popolazione erano evangelici.
Nel "Sinodo" di Žilina del 1610 si posero le basi per l'organizzazione autonoma della chiesa. Furono create le prime tre soprintendenze (corrispondenti dei vescovadi cattolici) e furono eletti primi tre sovrintendenti (vescovi) - Eliáš Láni, Samuel Melik e Izák Abrahamides per la Slovacchia occidentale e centrale. Due soprintendenze furono stabilite nella Slovacchia orientale nel 1614 al "Sinodo" di Spišské Podhradie. Tra le figure centrali del Sinodo di Žilina ci fu il palatino Juraj Thurzo.
Alla chiesa furono poste restrizioni dal 1681, con gli articoli di Sopron; in particolare la costruzione di nuovi edifici di culto fu disciplinata rigidamente: sorsero così le chiese articolari. La Chiesa fu ufficialmente autorizzata nuovamente con le Patenti di tolleranza del 1781, concesse dall'imperatore Giuseppe II per il Regno d'Ungheria. Dopo di lui, furono costruite con molte restrizioni costruttive due terzi delle chiese evangeliche del Regno d'Ungheria. La piena uguaglianza delle chiese di fronte alla legge giunse nel 1848. Alla liberalizzazione dei rapporti tra lo Stato e Chiesa evangelica concorse anche la Patente imperiale del 1859, che però causò controversie nella chiesa note come lotte patentali. Con la fondazione della Cecoslovacchia nel 1918 la Chiesa evangelica slovacca si rese indipendente dalla Chiesa evangelica ungherese. La prima Costituzione della Chiesa evangelica indipendente fu adottata nel 1921.
Durante la Prima Repubblica, la Chiesa ebbe i contatti più stretti con la Chiesa evangelica dei fratelli cechi.

## Appartenenza
La Chiesa evangelica slovacca è tra i fondatori della Federazione mondiale luterana, della Conferenza delle Chiese europee e del Consiglio ecumenico delle Chiese, con sede a Ginevra, in Svizzera. L'attività della Chiesa è regolata dalla Costituzione adottata nel 1993 e ampliata nel 2007.

### Comuni con il maggior numero di fedeli evangelici
Secondo il censimento del 2001 i comuni con il maggior numero di fedeli evangelici erano i seguenti:
1. Bratislava - 24 810 (5,79 %)
2. Banská Bystrica - 11 361 (13,68 %)
3. Martin - 10 093 (16,78 %)
4. Košice - 9 301 (3,94 %)
5. Liptovský Mikuláš - 8 736 (26,47 %)
6. Myjava - 6 691 (50,91 %)
7. Zvolen - 6 502 (14,85 %)
8. Stará Turá - 4 621 (44,90 %)
9. Prešov - 4 436 (4,78 %)
10. Poprad - 4 031 (7,18 %)
11. Trenčín - 4 013 (6,94 %)
12. Lučenec - 4 005 (14,14 %)
13. Senica - 3 532 (16,62 %)
14. Liptovský Hrádok - 3 454 (41,96 %)
15. Dolný Kubín - 3 293 (16,51 %)
16. Žilina - 3 138 (3,67 %)
17. Nové Mesto nad Váhom - 2 902 (13,61 %)
18. Levice - 2 615 (7,16 %)
19. Revúca - 2 577 (19,14 %)
20. Púchov - 2 573 (13,66 %)

### Comuni con la più alta concentrazione di fedeli evangelici
Secondo il censimento del 2001, la più alta concentrazione dei fedeli evangelici era in questi piccoli centri sparsi per tutto il Paese.
1. Buclovany - 94,17 % (226)
2. Petrovce - 94,05 % (427)
3. Koceľovce - 89,92 % (223)
4. Strelníky - 88,05 % (715)
5. Chvojnica - 87,65 % (369)
6. Kšinná - 87,64 % (482)
7. Ratkovo - 87,56 % (169)
8. Vrbovce - 87,38 % (1 405)
9. Podbranč - 86,64 % (577)
10. Lukavica - 86,28 % (327)
11. Vyšná Slaná - 85,99 % (448)
12. Šútovo - 85,71 % (444)
13. Nolčovo - 84,87 % (230)
14. Polianka - 84,85 % (308)
15. Brestovec - 84,52 % (830)
16. Príbelce - 84,42 % (504)
17. Ratkovské Bystré - 82,97% (341)
18. Mudrovce - 82,61 % (57)
19. Prietrž - 82,30 % (595)
20. Priepasné - 82,03 % (315)

## Struttura della chiesa

### Guida della chiesa

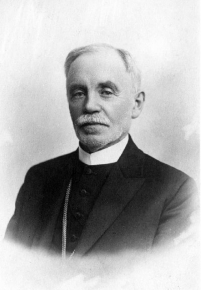
Jur Janoška, primo vescovo evangelico

La suprema autorità della chiesa spetta alla presidenza generale, di cui fanno parte il vescovo generale e il vicario generale.

#### Cronotassi dei vescovi generali (dal 1919)
- Juraj Janoška (1919 - 1930)
- Dušan Fajnor (1930 - 1934)
- Vladimír Pavel Čobrda (1934 - 1951)
- Ján Chabada (1951 - 1970)
- Ján Michalko (1970 - 1990)
- Pavel Uhorskai (1990 - 1994)
- Július Filo (1994 - 2006)
- Miloš Klátik (2006 - )

#### Cronotassi dei vicari generali (dal 1919)
- Milan Ivanka[3] (1919 - 1922)
- Ján Vanovič (1922 - 1938)
- Vladimír Trslín[4] (1947 - 1947)
- Peter Zaťko (1948 - 1951)
- Andrej Žiak[5] (1951 - 1989)
- Ivan Štefan Senšel[6] (1992 - 1994)
- Ján Holčík[7] (1994 - 2006)
- Pavel Delinga[8] (2006 - 2012)
- Imrich Lukáč (2012 - )

### Consiglio dei vescovi
Il Consiglio dei vescovo è l'organo responsabile della Chiesa evangelica verso i fedeli ed è formato dal vescovo generale e dai vescovi distrettuali.

#### Distretti e seniorati
Le congregazioni si riuniscono in seniorati e quest'ultimi si riuniscono in distretti. La Chiesa evangelica slovacca conta due distretti, che hanno rispettivamente otto e sei seniorati.
- Distretto occidentale:
  - Seniorato di Myjava
  - Seniorato di Bratislava
  - Seniorato del Váh
  - Seniorato di Novohrad
  - Seniorato della Rimava
  - Seniorato del Danubio e di Nitra
  - Seniorato di Hont
  - Seniorato di Zvolen

- Distretto orientale:
  - Seniorato del Turiec
  - Seniorato di Liptov e Orava
  - Seniorato di Košice
  - Seniorato di Šariš e Zemplín
  - Seniorato dei Tatra
  - Seniorato di Gemer

## Galleria d'immagini

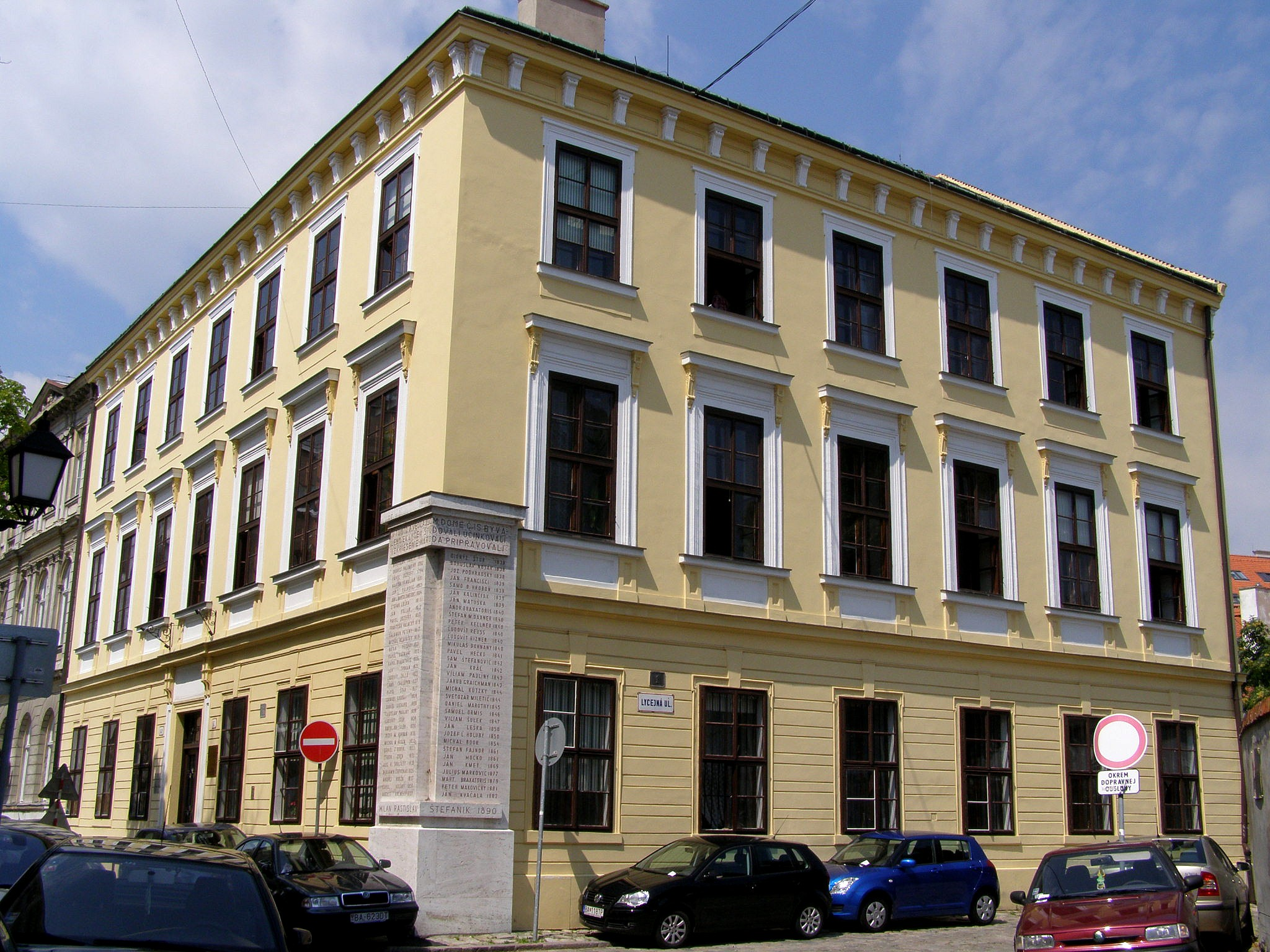
Edificio dell'ex liceo evangelico di Bratislava
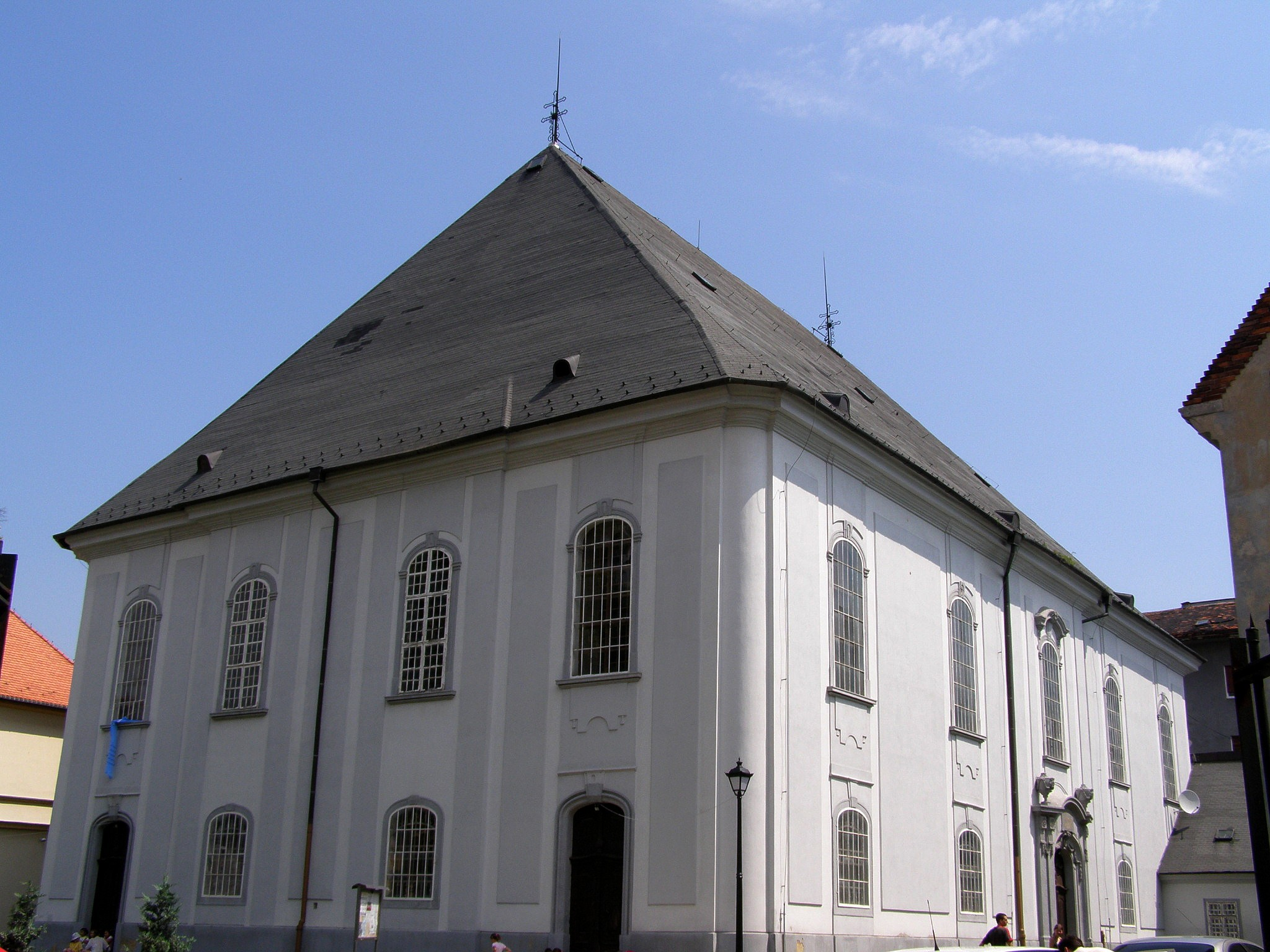
Grande chiesa evangelica di Bratislava
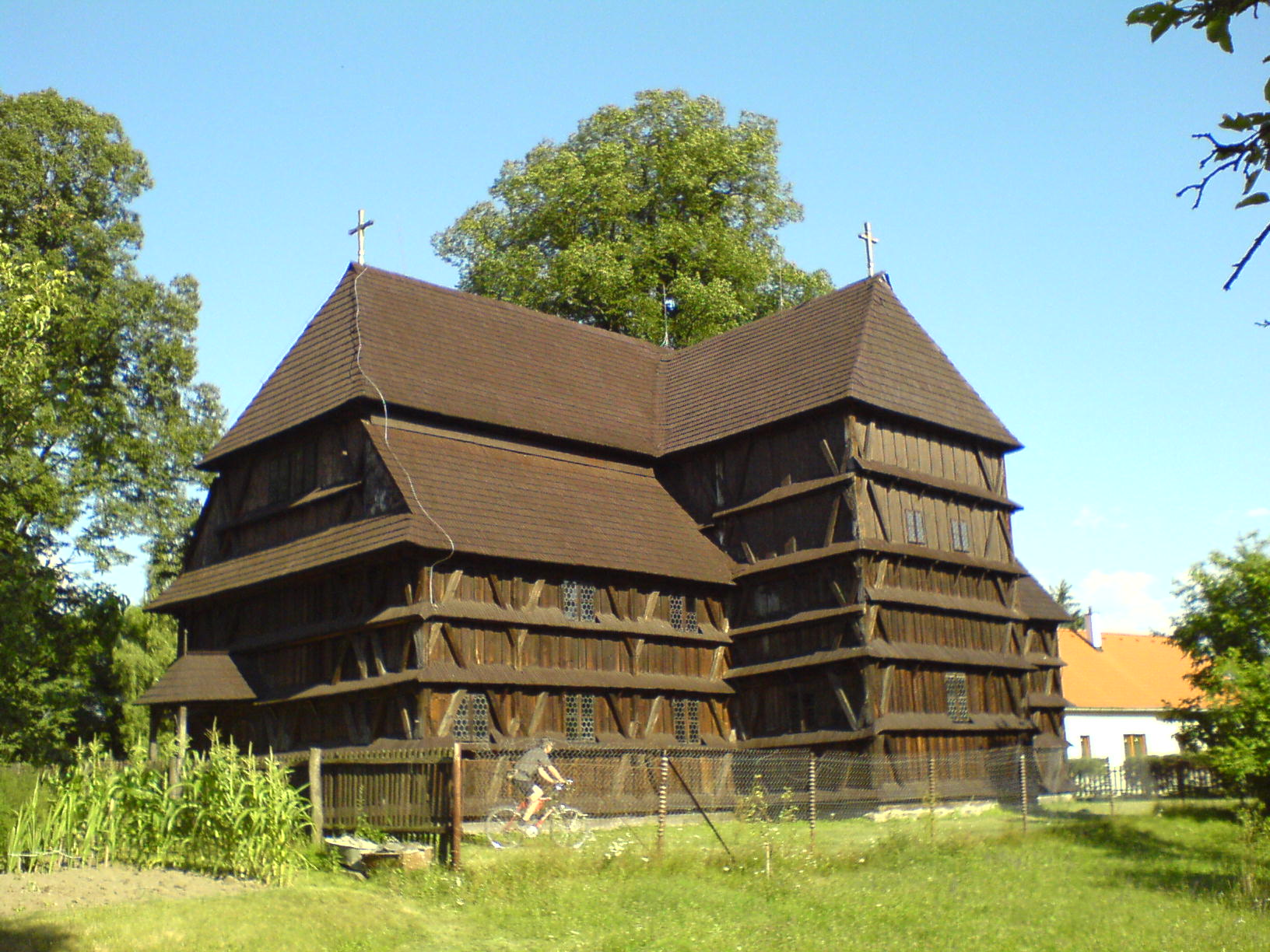
Chiesa in legno a Hronsek
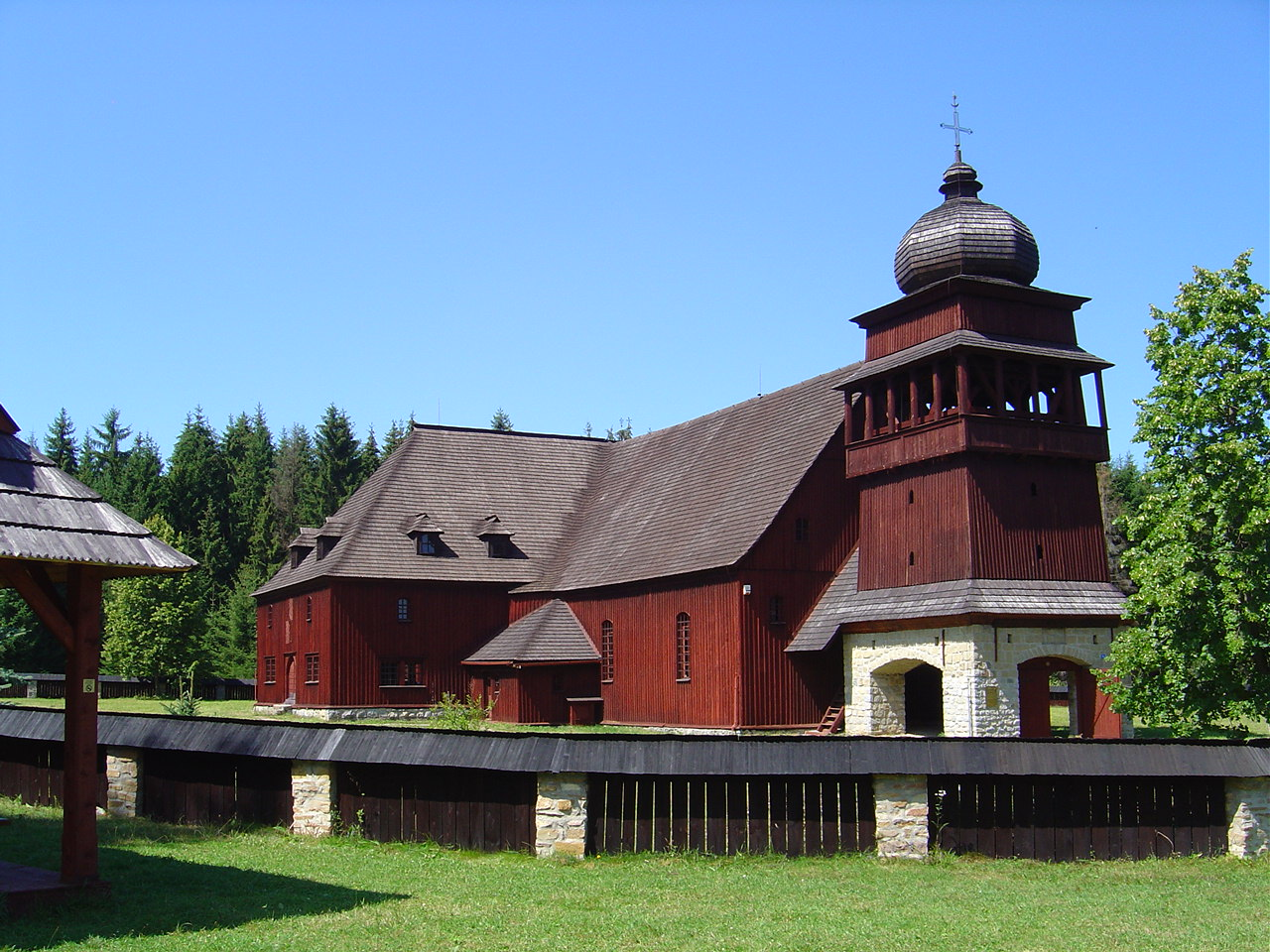
Chiesa in legno a Svätý Kríž
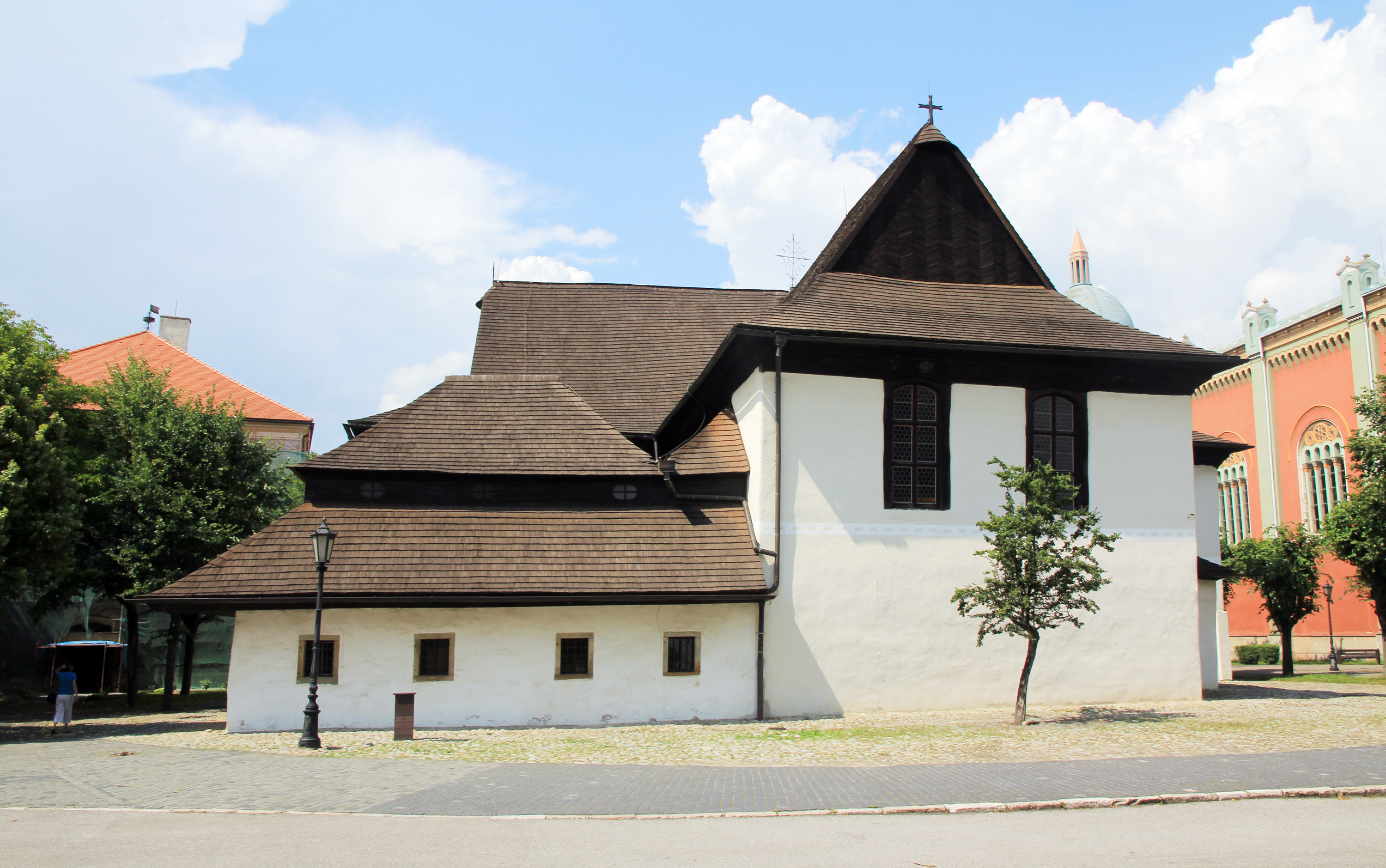
Chiesa in legno a Kežmarok
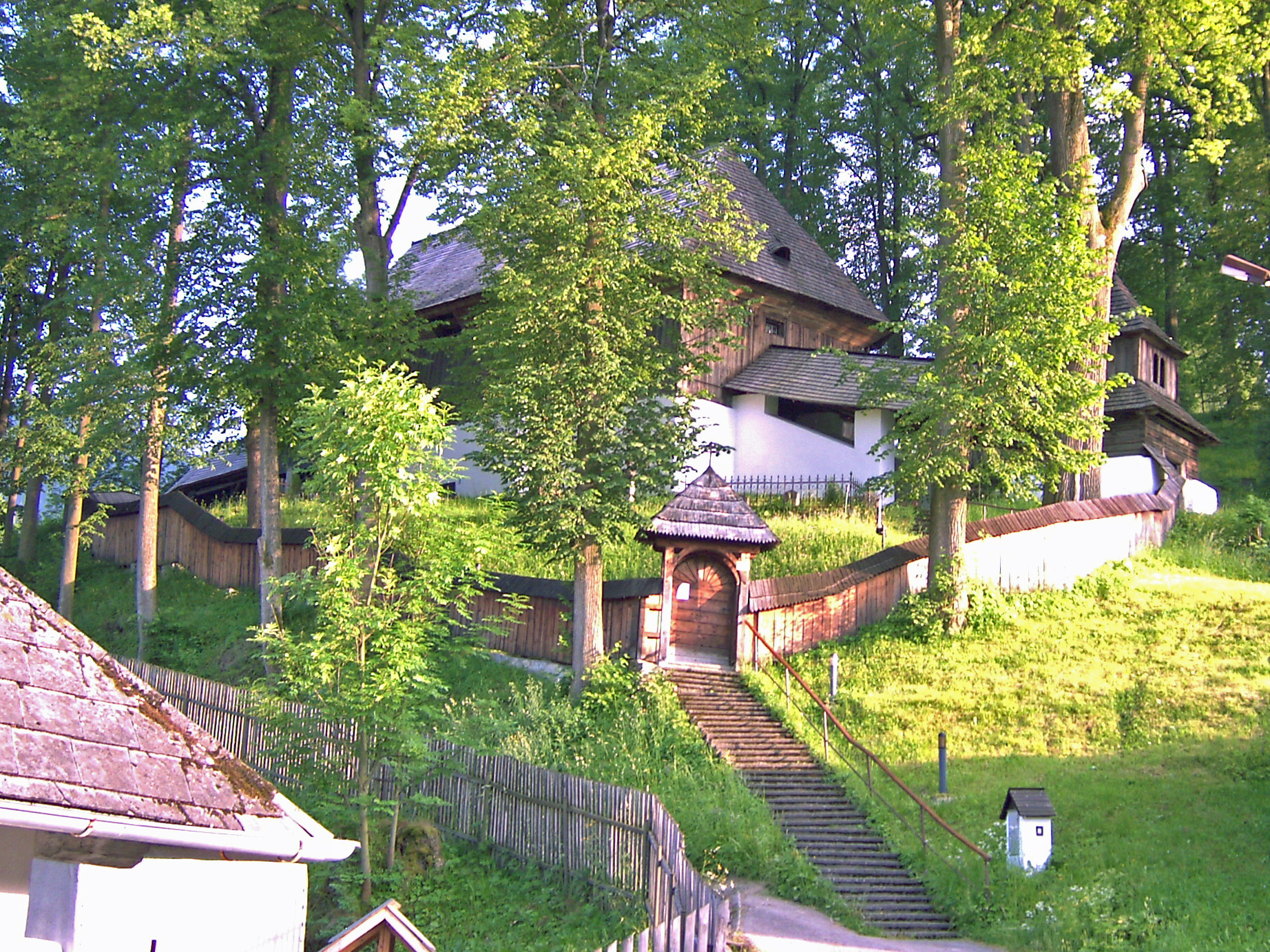
Chiesa in legno a Leštiny
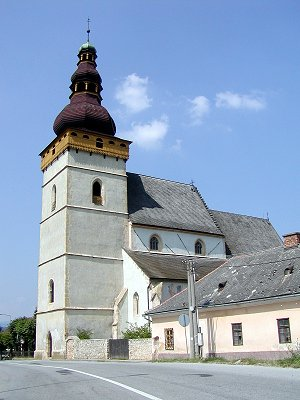
Chiesa evangelica a Štítnik
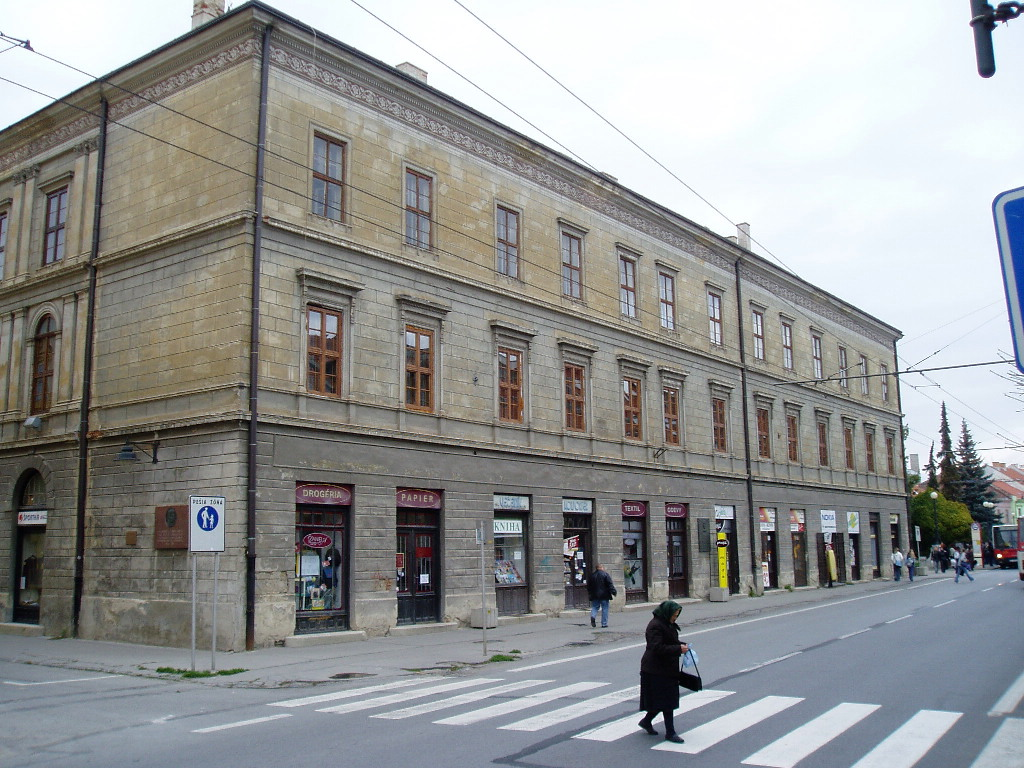
Collegio di Prešov
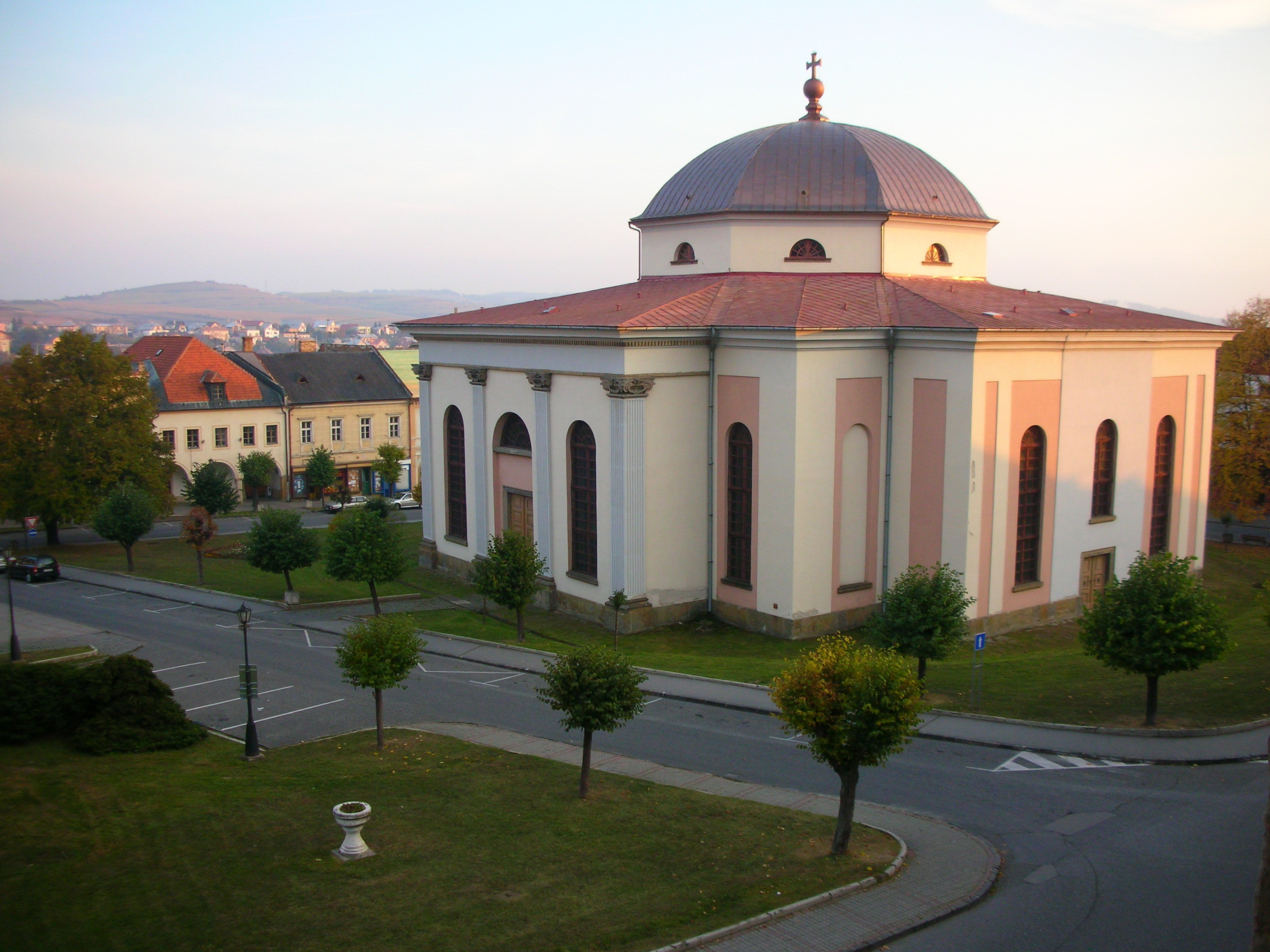
Chiesa a Levoča
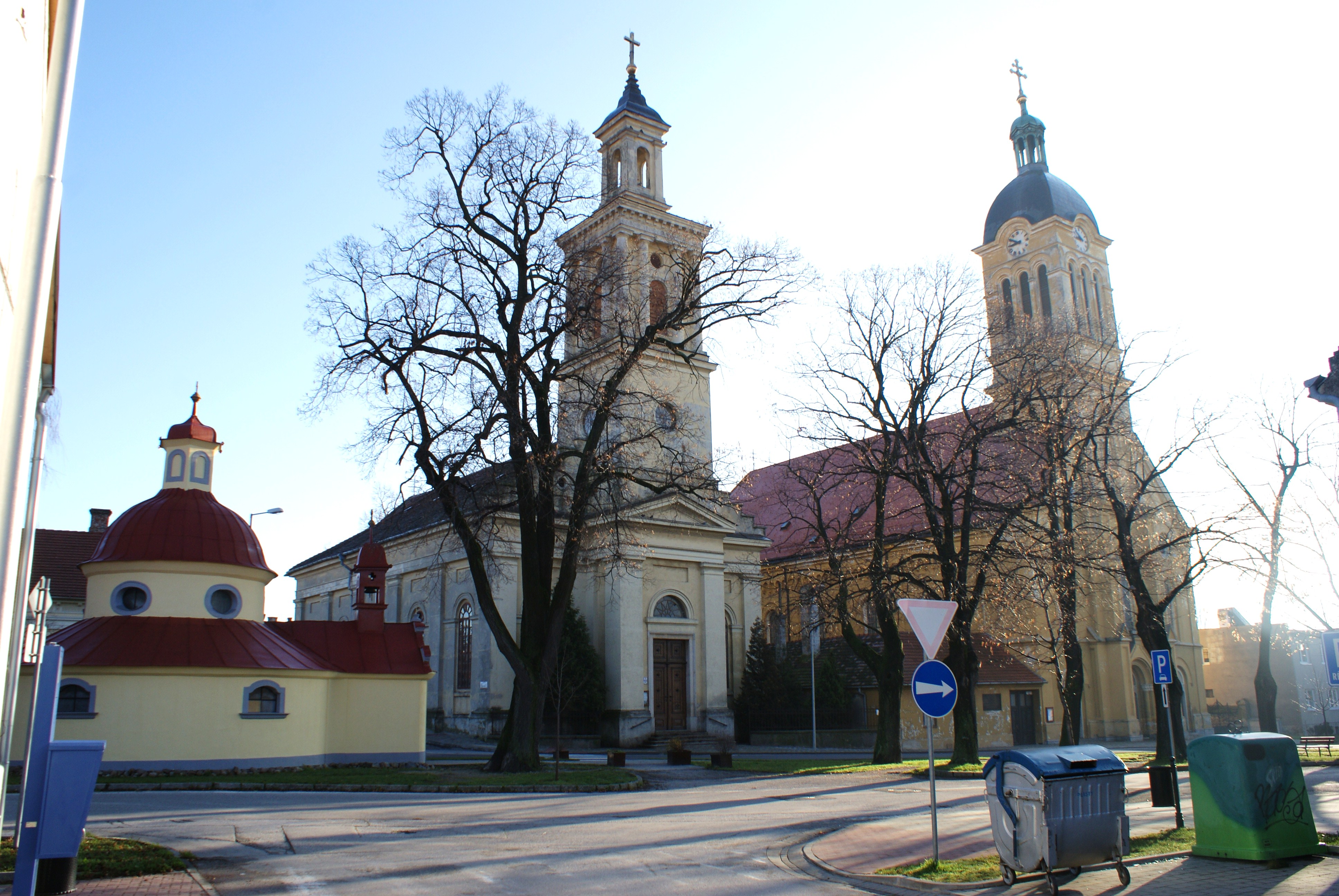
Chiesa evangelica a Modra
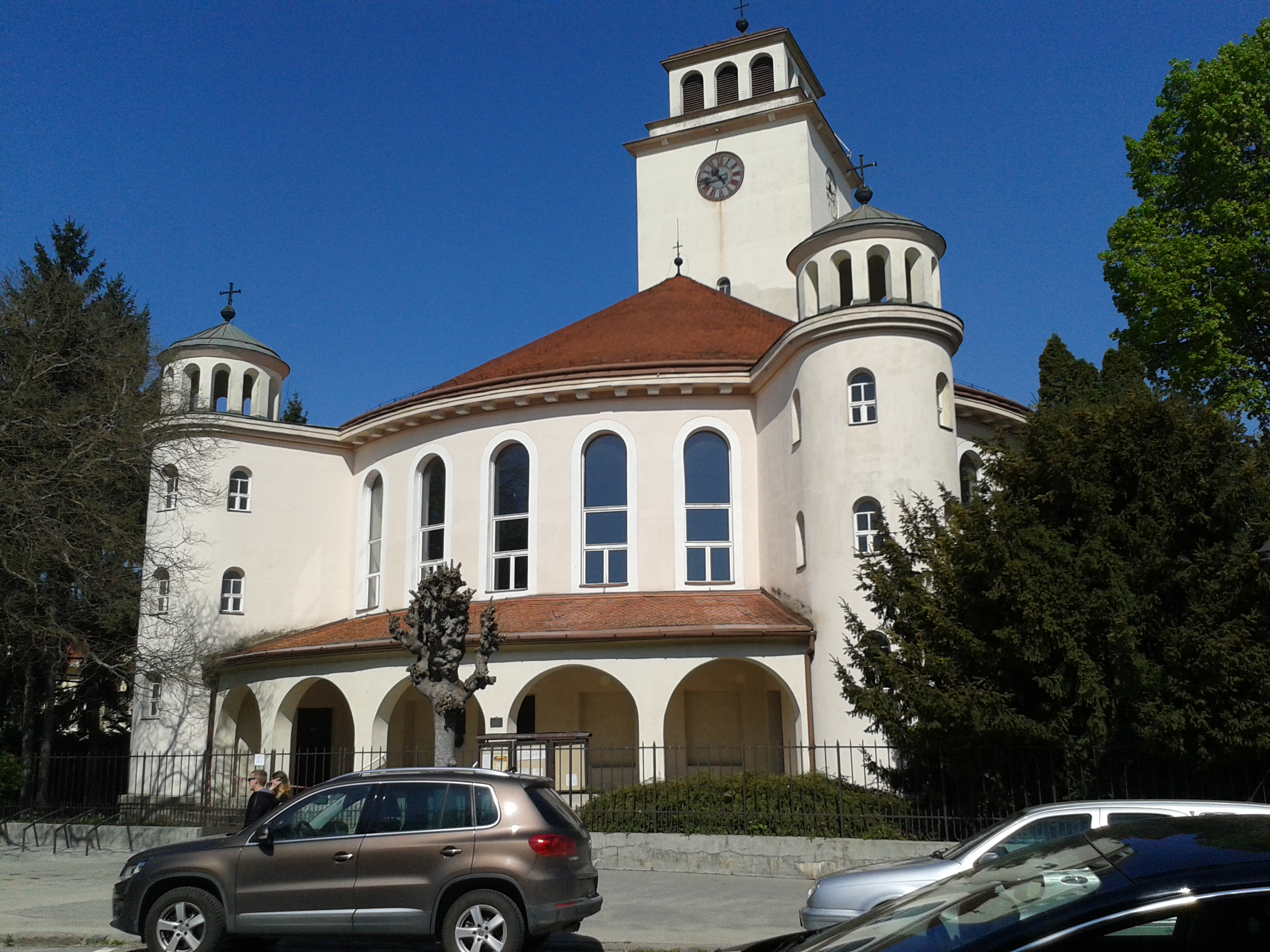
Chiesa a Trnava